# محيي الدين زنكنة
محي الدين زنكنة كاتب مسرحي من العراق ولد من أسرة كردية في كركوك عام 1940.

## حياته
بدأ الكتابة الأدبية وهو دون الرابعة عشرة، اعتقل في 1956 اثر مساهمته في تظاهرة طافت شوارع كركوك تأييدا للشعب المصري في معركة بور سعيد واستنكارا للعدوان الثلاثي. تخرج في كلية الآداب قسم اللغة العربية جامعة بغداد 1962 عين مدرسا للغة العربية، في الحلة في بابل.
طبع كتابه الموسوم (مساء السلامة أيها الزنوج البيض) 1985 وضم ثلاث مسرحيات: الأولى مساء السلامة أيها الزنوج البيض) وهي مونودراما من فصل واحد اتخذ زنكنه فيها من النشاز الفني الدال أساسا في عنونتها. قدمتها في المغرب الدار البيضاء 1991 وقدمتها أيضا لجنة المسرح العراقي في منتدى المسرح ببغداد. ترجمت إلى اللغة الكردية وقدمت في معهد الفنون الجميلة السليمانية. 
الثانية: (لمن الزهور) وهي مسرحية اختلف المناقشون اختلافات بينة في تحديد إطارها العام عندما نوقشت في الجلسة الرابعة لمهرجان بغداد. فمنهم من قال إنها مسرحية ذات إطار رمزي. ومنهم من قال إنها صبغت في إطار فكري، وآخر نفسي اعتمد عقدة أوديب أساسا في بنائها. بينما نفى آخر كل هذه واعتبرها مسرحية لا تتحدث إلا عن علاقات اجتماعية اتخذت صيغة الرمز. وقد قدمها في مهرجان بغداد الأول للمسرح العربي المخرج الفنان عزيز خيون، وقدمها بالترجمة الكردية معهد الفنون الجميلة في السليمانية، وقدمتها فرقة منتدى المسرح في بغداد.

## وفاته
توفي في 21 آب 2010 في مدينة السليمانية التي هاجر إليها بعد تدهور الأوضاع الأمنية في مدينة بعقوبة، التي سكن فيها الشطر الأكبر من حياته.

## التقدير والجوائز
يعده النقاد أفضل كاتب مسرحي في تاريخ العراق المعاصر ناهيك عن العديد من الروايات التي ترت بصمة كبيرة في الأدب العراقي مثل روايته الشهيرة (ئاسوس)
تعاقبت على تقديم مسرحياته أكثر من أربعين فرقة مسرحية داخل العراق وخارجه وحازت مسرحياته على الجوائز الآتية:
- الجراد, جائزة الكتاب العراقي في المربد 1970
- السؤال، جائزة أحسن نص عراقي للموسم 1975- 1976
- في الخمس الخامس, جائزة أحسن نص عراقي للموسم 1979 -1980
- العلبة الحجرية, جائزة أحسن نص عراقي للموسم 1982 - 1983
- الأشواك, جائزة أحسن نص عراقي للموسم 1988 - 1989
- تكلم يا حجر, جائزة المؤلف المتميز في التأليف 1988 - 1989
- زلزلة تسري في عروق الصحراء, جائزة لجنة المسرح الثانية 1999
- رؤيا الملك، جائزة الدولة للإبداع 1999
- شعر بلون الفجر, جائزة الدولة للإبداع 2000
- مسرحية الخاتم, الجائزة الأولى/ مسابقة وزارة الثقافة العراقية 2005.

## وصلاتخارجية
- الكتروني لأرشفة أعمال الاديب و الحفاظ على أرثه الادبي.